# Efe Obada
Efe Obada (* 13. April 1992 in Nigeria) ist ein britischer American-Football-Spieler nigerianischer Herkunft auf der Position des Defensive Ends. Er steht derzeit bei den Washington Commanders in der National Football League (NFL) unter Vertrag. Von 2017 bis 2020 spielte er bei den Carolina Panthers, anschließend 2021 für die Buffalo Bills.
Obada hat nie College-Football gespielt und wurde auch nicht gedraftet, sondern kam direkt von den London Warriors aus der höchsten britischen Football-Liga in die NFL. Nachdem er bei den Dallas Cowboys, Kansas City Chiefs und Atlanta Falcons nur zur Trainingsmannschaft gehört hatte, schaffte er 2018 bei den Panthers erstmals den Sprung in einen offiziellen NFL-Kader.

## Frühe Jahre
Als Achtjähriger kam Obada mit seiner jüngeren Schwester von Nigeria in die Niederlande, wo die Mutter lebte. Zwei Jahre später gerieten er und die Schwester in die Hände eines Menschenschmugglers, wurden nach London gebracht und dort abgesetzt. Zwei Nächte verbrachten sie auf der Straße im Vorort Hackney, ehe sie ein Wachmann in einem verlassenen Wohnblock übernachten ließ, mit Essen versorgte und den Kontakt mit ihrer Mutter wieder herstellte. Später nahm eine befreundete Familie mit fünf Kindern die beiden vorübergehend bei sich auf, danach lebten sie bei zehn verschiedenen Pflegefamilien.
Mit 21 arbeitete Obada als Wachmann in einer Nahrungsmittelfabrik im Norden Londons, um sich das Studium an der Kingston University zu ermöglichen. Er konnte das geplante Architekturstudium aber nicht bezahlen. Stattdessen drohte er, in seinem Wohnort Croydon in Südlondon in die Gangszene abzudriften. Seine damalige Freundin, heute seine Frau, überzeugte ihn, von Croydon wegzuziehen.
Dank eines Freundes kam Obada als 22-Jähriger bei den London Warriors in Kontakt mit American Football. Nach wenigen Trainings wurde er in der Offense und der Defense eingesetzt. Für den britischen Meister jenes Jahres bestritt Obada schließlich nur fünf Spiele, denn nach einer Empfehlung seines Trainers und Mentors bei den Warriors, Aden Durde, boten ihn die Dallas Cowboys zu einem Probetraining auf. Sie verpflichteten ihn am 1. April 2015 als Undrafted Free Agent.

## Profikarriere

### 2015 und 2016
Obada nahm am Rookie-Camp der Cowboys in Arlington, Texas, teil und wurde neben seiner ursprünglichen Position als Defensive End auch auf jener des Tight Ends in der Offense getestet. Vor der NFL-Saison 2015 strichen ihn die Cowboys aus dem Hauptkader, gaben ihm aber einen Vertrag für die Trainingsmannschaft. Nach der Saison wurde Obada am 2. März 2016 entlassen. Noch im gleichen Jahr nahmen ihn kurzzeitig die Kansas City Chiefs (für 3 Monate) und Atlanta Falcons (1 Monat) unter Vertrag. Doch als die Saison 2016 begann, war und blieb er ohne Team.

### Seit 2017
Im Rahmen eines internationalen Förderprogramms der NFL verpflichteten ihn am 25. Mai 2017 die Carolina Panthers. Diesmal verbrachte er eine gesamte Saison in der Trainingsmannschaft, denn als Förderspieler war er vor einer Entlassung geschützt. Auch die restlichen Teams der Southern Division der National Football Conference (NFC) hatten je einen Förderspieler verpflichten dürfen.
Nach starken Auftritten in den Vorbereitungsspielen der Saison 2018 wurde Obada am 2. September in den offiziellen 53-Mann-Kader der Panthers berufen – zu seiner eigenen Überraschung. An den ersten zwei Spieltagen der Saison war er noch überzählig, am 23. September 2018 schließlich kam er im Heimspiel gegen die Cincinnati Bengals zu seinem Debüt in der NFL. Obada ist damit der erste Spieler überhaupt, der es direkt aus einer europäischen Amateurliga zu einem NFL-Einsatz geschafft hat. Zudem gelangen ihm gegen die Bengals eine Interception und ein Sack, was ihm die Ehrung als NFC Verteidiger der Woche eintrug.
Später in der Saison verbuchte er im Auswärtsspiel bei den Tampa Bay Buccaneers den zweiten Sack seiner Karriere. Insgesamt bestritt Obada in seinem Rookie-Jahr 10 der 16 Spiele. Am 23. Januar 2019 unterzeichnete er bei den Panthers einen neuen Einjahresvertrag.
Am 7. Mai 2019 gab die NFL bekannt, Obada zusammen mit prominenten Spielern wie Odell Beckham oder Patrick Mahomes sowie weiteren britischen NFL-Profis wie Jay Ajayi oder Osi Umenyiora als Botschafter für die neu eröffnete NFL Academy in London verpflichtet zu haben.
In der Saison 2019 kam Obada in sämtlichen 16 Spielen der Panthers zum Einsatz. Im Gegensatz zum Jahr davor gelang ihm diesmal jedoch weder ein Sack, noch eine Interception oder ein forced fumble. Am 6. Januar 2020 unterschrieb er für ein weiteres Jahr in Charlotte.
In der Saison 2020 erzielte Obada 5,5 Sacks für Carolina. Im März 2021 unterschrieb er einen Einjahresvertrag bei den Buffalo Bills. Bei den Bills erzielte er 12 Tackles, 3,5 Sacks und verhinderte einen Pass. Zur Saison 2022 wechselte Obada zu den Washington Commanders. Am 20. März 2023 unterschrieb er erneut einen Einjahresvertrag bei den Washington Commanders. In der Saison 2023 kam Obada nur in fünf Spielen zum Einsatz, bevor er den Rest der Saison wegen einer Beinverletzung verpasste. Im März 2024 unterschrieb er für die folgende Saison erneut bei den Commanders.

## Privates
Obada ist verheiratet, die Hochzeit mit seiner langjährigen Freundin fand vor dem 2015 erfolgten Transfer von London zu den Dallas Cowboys statt. Details zu seiner Frau wie auch zu seiner jüngeren Schwester oder dem Verbleib seiner Mutter gibt er keine bekannt.